# Paralimnophila cooloola
Paralimnophila cooloola är en tvåvingeart som beskrevs av Günther Theischinger 1996. Paralimnophila cooloola ingår i släktet Paralimnophila och familjen småharkrankar. Inga underarter finns listade i Catalogue of Life.